# Севери (Канзас)
Севери (енгл. Severy) град је у америчкој савезној држави Канзас.

## Демографија
По попису из 2010. године број становника је 259, што је 100 (-27,9%) становника мање него 2000. године.
| Група             | 2000.       | 2010.       |
| Белци             | 345 (96,1%) | 248 (95,8%) |
| Афроамериканци    | 0 (0,0%)    | 1 (0,4%)    |
| Азијати           | 0 (0,0%)    | 1 (0,4%)    |
| Хиспаноамериканци | 3 (0,8%)    | 0 (0,0%)    |
| Укупно            | 359         | 259         |